# Spindletop
Spindletop est un champ pétrolifère situé au sud de Beaumont au Texas. Il fut découvert le 10 janvier 1901 par Anthony Francis Lucas. Avec 100 000 barils (16 000 m3) par jour, il était le plus important puits des États-Unis et fut le premier puits perfectionnant la toute nouvelle technique du forage dit "Rotary". Il était exploité par des filiales de ce qui deviendra Chevron.
Plus tard, les découvertes à Spindletop de la Yount-Lee Oil Company à 800 mètres sous terre, le 13 novembre 1925, débouchent sur une production record de 21 millions de barils en 1927, soit 57 000 barils par jour.[pas clair]